# Mohammed ibn Abdel Karim al-Samman
Mohammed ibn Abdel Karim al-Samman (* 1718; † 1775) war ein berühmter ʿālim und Mystiker, der in Medina unterrichtete. Er wurde neben der Chalwatiyya in verschiedenen anderen turuq initiiert (insbesondere der Qadiriyya, Nakschibendi und Schādhilīya) und kombinierte Elemente aus all diesen in seinen eigenen Khalwatiyya-Zweig, der Sammaniyya genannt wird.